# Soukhoï/HAL FGFA

Plan du Soukhoï PAK-FA sur lequel se base le FGFA.

Le Fifth Generation Fighter Aircraft (FGFA) est, en 2009, un projet d'avion de chasse de cinquième génération développé pour le compte de l'Inde par la firme russe Soukhoï. Il est dérivé du Soukhoï Su-57 et développé pour le compte de la force aérienne indienne. À terme, le FGFA devrait remplir des rôles semblables à ceux du F-22 Raptor et du F-35 Lightning II. L'Inde s'est retirée du programme en avril 2018, mais n'a pas renoncé à acquérir cet avion plus tard,.